# Gueuze

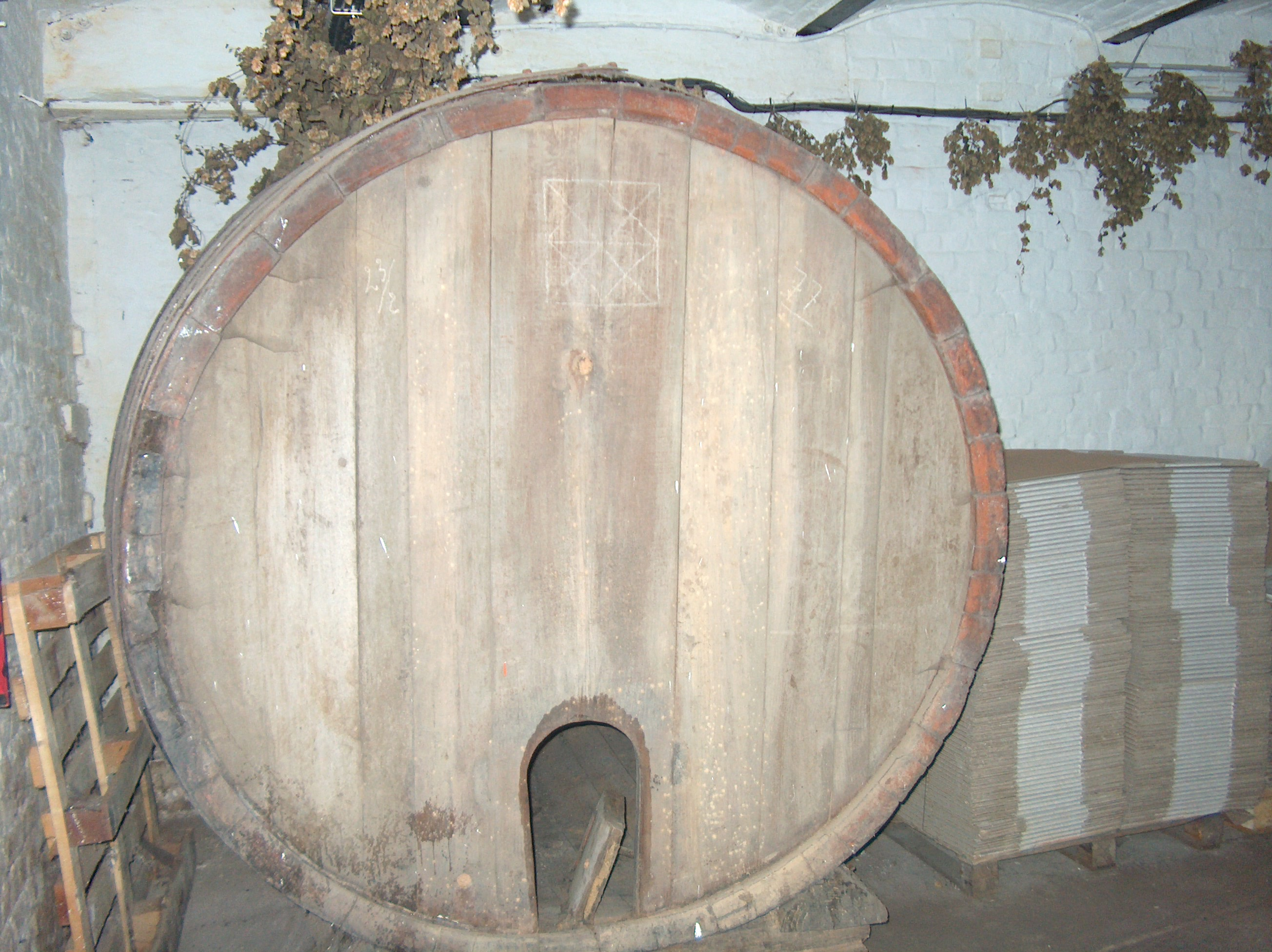
Botte utilizzata per mescolare i lambic di differente stagionatura in una gueuze

La gueuze o geuze è un tipo di birra a fermentazione spontanea prodotto in Belgio, tipico della regione del Pajottenland. Viene prodotta mescolando un lambic giovane (di circa un anno) ad almeno un altro più vecchio (solitamente da due a tre anni). La miscela così ottenuta viene quindi imbottigliata, e subisce una seconda rifermentazione in bottiglia grazie agli zuccheri fermentescibili contenuti nel lambic più giovane.
Tradizionalmente la gueuze è servita in bottiglie da champagne da 375 o 750 millilitri, chiuse con un tappo in sughero avvolto da una gabbietta metallica in modo che possa reggere alla pressione dell'anidride carbonica, che grazie alla seconda fermentazione è più abbondante che nel normale lambic. Queste bottiglie vengono riposte in cantina in posizione orizzontale, a differenza delle bottiglie di birra ad alta fermentazione che sono conservate verticalmente durante la fase di rifermentazione.